# Regest
Een regest is in de archiefwetenschap een eenregelige samenvatting van de inhoud van een oorkonde. Meestal gaat het dan om middeleeuwse oorkonden uit één bepaald archief, bijvoorbeeld van een stad of klooster. De term regest komt van het Latijnse regestum, "catalogus".
Met het maken van regesten probeerden archivarissen een oplossing te creëren voor het ontsluiten van grote hoeveelheden oorkonden. Na 1300 werden al zoveel oorkonden gemaakt dat het niet meer doenlijk was om de volledige tekst ervan in een oorkondenboek te publiceren. Sommige regestenlijsten dienden wel als voorbereiding op de publicatie van een oorkondenboek, bijvoorbeeld voor het Oorkondenboek van het Sticht Utrecht. Het grote voorbeeld waren en zijn de Regesta Imperii, een project voor de ontsluiting en publicatie van de koninklijke en keizerlijke oorkonden van het Heilige Roomse Rijk, een project dat begin negentiende eeuw begon bij de Monumenta Germaniae Historica. Ook vele pauselijke oorkonden zijn in eerste instantie op deze wijze toegankelijk gemaakt, in de Regesta pontificum Romanorum.
Het nadeel van een regest is de grote beknoptheid. De eis dat een regest per se één zin moest bevatten, was volkomen willekeurig. Vaak werden slechts zaken van juridisch belang in een regest vastgelegd, terwijl men oorkonden ook vanuit andere oogpunten kan bestuderen, zeker sinds de oorkondeleer zich had ontwikkeld tot een volwassen hulpwetenschap van de geschiedschrijving. Tegenwoordig maakt men nog zelden en masse regesten. Een database is de geëigende vorm om zulke gegevens niet enkel in vast te leggen, maar ook mee te ontsluiten. De Regesta Imperii zijn tegenwoordig op die manier vastgelegd en ook online toegankelijk.